# 聖ヘレナの幻視 (ヴェロネーゼ、ヴァチカン絵画館)
『聖ヘレナの幻視』（せいヘレナのげんし、伊: La Visione di Sant'Elena, 英: The Vision of Saint Helena）あるいは『聖ヘレナの夢』（せいヘレナのゆめ、伊: La Sogno di Sant'Elena, 英: The Dream of Saint Helena）は、ルネサンス期のヴェネツィア派の画家パオロ・ヴェロネーゼが1580年ごろに制作した宗教画である。油彩。題はキリスト教の聖人の聖ヘレナのエピソードから採られている。現在はヴァチカン市国のヴァチカン絵画館に所蔵されている。また異なるバージョンがロンドンのナショナル・ギャラリーに所蔵されている。

## 主題

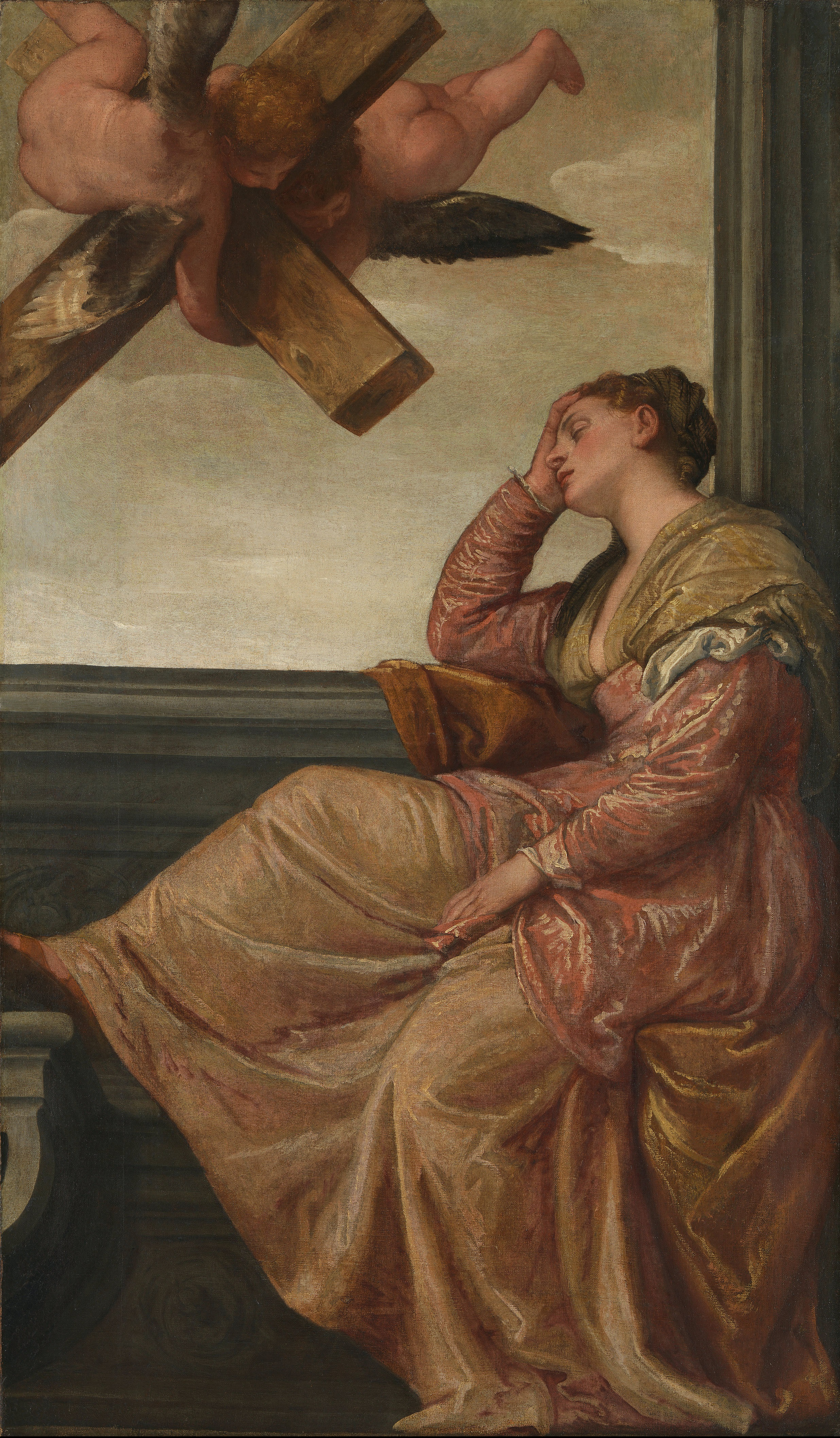
別バージョンの『聖ヘレナの幻視』。1570年ごろ。ロンドン・ナショナル・ギャラリー所蔵。

聖ヘレナとして知られるフラヴィア・ユリア・ヘレナ（Flavia Julia Helena）はローマ皇帝コンスタンティヌス1世の母である。コンスタンティヌス1世によってローマ帝国でキリスト教が公認されると、聖ヘレナは巡礼や慈善などの宗教的活動に尽くした。伝説によると聖ヘレナは神秘的な夢の中で天使からキリストが磔刑にされた十字架の在処についての啓示を受け、聖地エルサレムでそれを探すように勧められた。そこで彼女はエルサレムを訪れて聖堂を建立したが、その際に聖遺物である3つの聖十字架の木片を発掘した。また木片に触れた女性の病が治癒されたためキリストの十字架であると分かったという。

## 作品
ヴェロネーゼは眠る聖ヘレナの夢の中に現れる聖十字架を描いている。聖十字架は聖ヘレナの夢が具現化されたものであり、鑑賞者に背中を向けた天使に支えられながら聖ヘレナの前に現れている。聖ヘレナは安らかな姿勢で座り、頭を左手で支えている。彼女は16世紀風の皇后に相応しい華麗な装飾模様に彩られた豪華なガウンとその上に宝石をあしらった留金で留められた深紅のマントを身に着けている。また頭を半透明のヴェールで覆い、宝石を散りばめた王冠を戴いている。聖女の背後の壁は織物で覆われているほか、古典的な石柱が並び、その間に1体の彫像が置かれている。
本作品はロンドンのナショナル・ギャラリー所蔵の同主題の作品から約10年後に制作された第2のバージョンで、芸術的・内容的に大きな相違が見られる。以前の作品ではラファエロ・サンツィオの素描に基づいたマルカントニオ・ライモンディの版画に触発され、真横の角度から座ったまま眠る聖ヘレナを描いていた。しかしこの作品では豪華な衣装に身を包んだ聖ヘレナは、正面の角度からより自然なポーズで配置され、特に聖女の頭部から上半身、左足へとS字状に流れる姿勢は優雅である。それでいて腰から右脚に見られる構造的曖昧さは自然主義的正確さよりも型式美に重きを置くヴェロネーゼのマニエリスム的立場が垣間見える。さらに聖ヘレナの姿勢はピラミッド型の構図に配置され、十字架を支える天使がそれを補完している。
教会の祭壇画としては小さいため、おそらく個人的な信仰のために制作された作品であろう。聖ヘレナが選択されたのは発注者が聖女に由来するエレナ（Elena）という名前の女性だったことによると思われること、作品が穏やかで親密な情感を持つことから、おそらくヴェロネーゼの妻エレナ・バディレ（Elena Badile）のために描かれた作品ではないかと指摘されている。

## 来歴
絵画は18世紀半ばにピオ・ダ・カルピ（Pio da Carpi）家によって所有されていたことが知られている。この絵画をカピトリーノ美術館のために購入したのが第247代ローマ教皇ベネディクトゥス14世であった。1797年、トレンティーノ条約によりパリに移されたが、ナポレオン没落後の1816年に返還され、1818年にピウス7世の画廊に移された。さらにその後もグレゴリウス16世やピウス9世の画廊に移された。